# 火間虫入道

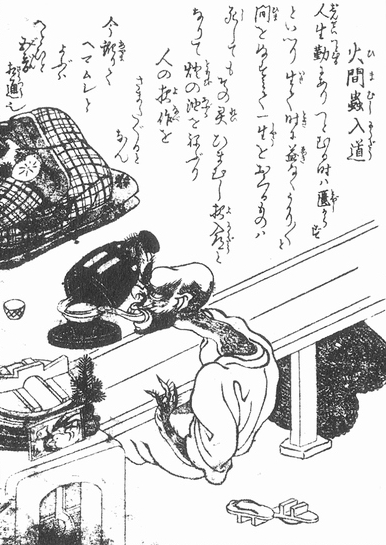
鳥山石燕『今昔百鬼拾遺』より「火間蟲入道」

火間虫入道、火間蟲入道（ひまむしにゅうどう）は、鳥山石燕による江戸時代の妖怪画集『今昔百鬼拾遺』にある日本の妖怪。

## 概要
縁の下から上半身を現して行灯の油を嘗めている様が描かれている妖怪であり、解説文には以下のようにある。
昭和・平成以後の妖怪に関する文献では、石燕のこの解説文を基本に、生前に怠け者であった者が死後にこれに化け、夜なべして仕事をしている人がいると、不意に現れて行灯の火を消したりして邪魔をする妖怪である、と多く解説されている。
一方で妖怪研究家・多田克己は、「火間虫」の「火間（かま）」を釜（かま）、窯（かま）、竈（かま）に掛け、ゴキブリに「火虫（ひむし）」「燈蛾（ひとりむし）」などの異名があることから、竈下や壁間に隠れ住む虫であるゴキブリを示しているものではないかという解釈も示している。ゴキブリは台所で残飯を盗み食いし、行灯に用いられていた魚油を舐め、昔も今も夜間に仕事をしている人たちを驚かせたり悩ませたりする。このゴキブリの化身したものが灯の油を嘗める火間虫入道だとする解釈である。

## ヘマムシヨ入道

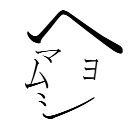
ヘマムシヨ入道

火間虫入道の名称は、石燕による解説文中に示されているように、江戸時代に存在した文字絵遊びの一つである「ヘマムシヨ入道」（へまむしよにゅうどう）に由来していると考えられている。
この文字絵遊びの「ヘマムシヨ入道」あるいは「ヘマムシ入道」自体は、江戸時代初期の医師・黒川道祐の『遠碧軒随筆』に記載されている青蓮院に書かれた筆者不明の「ヘマムシヨ入道」などが古いものとして知られている。江戸時代の国語辞典『俚言集覧』には、俳諧集『鷹筑波集』（1642年）にある「入道の 持つ小刀や 細からん／仏師をしてや いく世へまむし」といった付け句や、葉室大納言の自画讃に「世の中を らくにへまむしよ入道 あればあたまま なけりやそのぶん」という狂歌があると語の用例が記されている。

### 落書きからの妖怪
この、落書きの「ヘマムシヨ入道」そのものを妖怪と仕立てて描写している作品に、森島中良『画本纂怪興』（1791年）のへまむし与入道、山東京伝『化物和本草』（1803年）のヘマムシヨ入道がある。また、京伝は合巻『ヘマムシ入道昔話』（1813年）ではヘマムシ入道を登場人物の名（変魔虫夜入道 へまむしよにゅうどう）として使っている。いずれの例も「火間虫入道」とは性質などの共通点はない。